# Basílica de Santa Lucía del Sepulcro

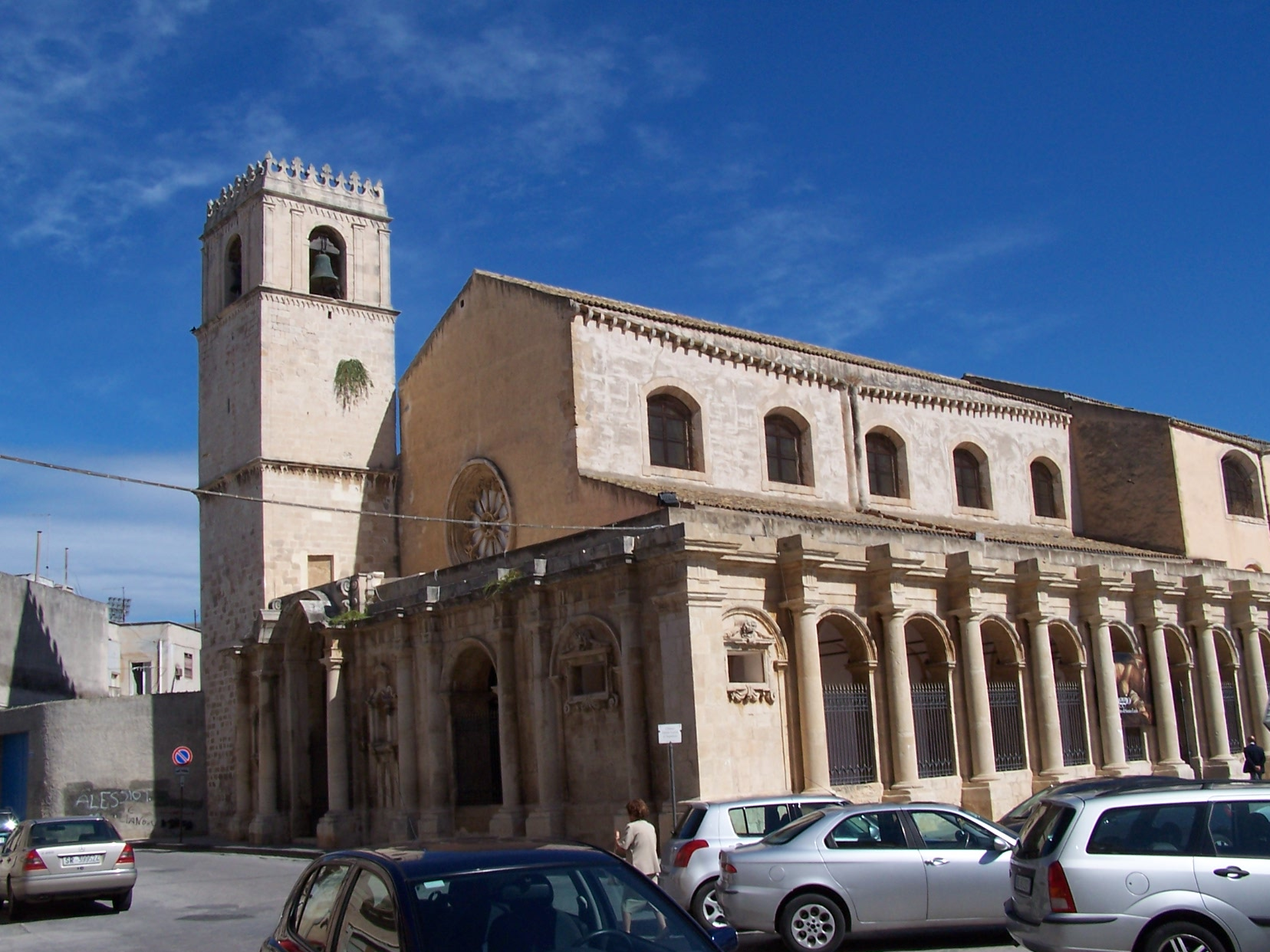
Iglesia de Sta. Lucía del Sepulcro.

La Iglesia de Santa Lucía (Chiesa di S. Lucia) y el vecino Sepulcro (Sepolcro) de la santa eran considerados extra moenia y por lo tanto aislados respecto al resto de Siracusa, y se encuentran en el barrio homónimo de Santa Lucía.

## La iglesia
La iglesia, documentada ya en el año 1100, surge probablemente en el mismo lugar donde antes hubo una basílica bizantina destruida por los árabes. De la planta de época romana con planta basilical, cerrada por los ábsides, se conserva la fachada, el portalillo con los característicos capiteles y los dos primeros órdenes del campanario. Posteriores adiciones no han modificado el aspecto de comienzos del siglo XIV, época en la que se hizo el rosetón de la fachada. Otras intervenciones se realizaron a lo largo del siglo XVII, quizá por obra de Giovanni Vermexio, que construyó poco después la vecina iglesia del Sepulcro (1629), por no haber documentación cierta.
En su interior se conserva El entierro de Santa Lucía de Caravaggio. 
- Datos: Q667321
- Multimedia: Santa Lucia al Sepolcro (Syracuse) / Q667321